# アンドリュー・レスニー
アンドリュー・レスニー（Andrew Lesnie, 1956年1月1日 - 2015年4月27日）はオーストラリア・シドニー出身の撮影監督。

## 人物
Australian Film Television and Radio Schoolで学び、オーストラリアで活躍。2001年からピーター・ジャクソンの『ロード・オブ・ザ・リング』三部作の撮影を手がけ、アカデミー撮影賞を受賞。その後も『キング・コング』、『ラブリーボーン』とジャクソン監督作品を手がけている。

## 主な作品
- ベイブ Babe (1995)
- サンドラ・ブロックの恋する泥棒 Two If by Sea (1996)
- ベイブ/都会へ行く Babe: Pig in the City (1998)
- ロード・オブ・ザ・リング The Lord of the Rings: The Fellowship of the Ring (2001)
- ロード・オブ・ザ・リング/二つの塔 The Lord of the Rings: The Two Towers (2002)
- ロード・オブ・ザ・リング/王の帰還 The Lord of the Rings: The Return of the King (2003)
- リトル・イタリーの恋 Love's Brother (2003)
- キング・コング King Kong (2005)
- アイ・アム・レジェンド I Am Legend (2007)
- ラブリーボーン The Lovely Bones (2008)
- エアベンダー The Last Airbender (2010)
- 猿の惑星: 創世記 Rise of the Planet of the Apes (2011)
- ホビット 思いがけない冒険 The Hobbit: An Unexpected Journey (2012)
- ホビット 竜に奪われた王国 The Hobbit: The Desolation of Smaug (2013)
- Healing (2014)
- ホビット 決戦のゆくえ The Hobbit:The Battle of the Five Armies (2014)
- The Water Diviner (2014)